# El Fuji desde Kanaya en la Tōkaidō
El Fuji desde Kanaya en la Tōkaidō (東海道金谷の不二 Tōkaidō Kanaya no Fuji?) es una estampa japonesa de estilo ukiyo-e obra de Katsushika Hokusai. Fue producida entre 1830 y 1832 como parte de la célebre serie Treinta y seis vistas del monte Fuji, a finales del período Edo. Muestra a viajeros cruzando el estrecho del río Ōi en la ruta Tōkaidō.

## Contexto
El grabado retrata el estrecho del río Ōi entre dos estaciones de la Tōkaidō, Kanaya y Shimada en la actual prefectura de Shizuoka. Esta carretera que conectaba Kioto y Edo (la actual Tokio) presentaba uno de sus mayores obstáculos en este punto, incluso mayor que el empinado paso de Hakone. El río se desbordaba con frecuencia, lo que lo volvía intransitable durante varios días. Tampoco ningún puente lo cruzaba para evitar el paso de enemigos en tiempos de guerra. A menudo, los viajeros ordinarios llegaban a la otra orilla subidos a la espalda de los porteadores, mientras que los clientes más ricos contrataban a equipos completos que transportaran su palanquín y equipaje. En esta impresión, algunos de los transeúntes llevan en sus fardos la marca de Eijudō, el editor de la serie. Los precios que cobraban los porteadores fluctuaban en función de la profundidad de las aguas y el clima.

## Descripción
El foco de la composición son las personas que atraviesan las corrientes del río. Esta escena dramática, donde los viajeros luchan contra el río, muestra el interés del autor por las artes decorativas tradicionales de la escuela Rimpa. Las ondulaciones están delimitadas por espuma blanca y franjas de curvas, mientras las corrientes más pequeñas están dibujadas con líneas finas. Las personas avanzan con el agua hasta el pecho; la mayoría va sobre porteadores, en tanto que otros hacen transportar sus palanquines sobre estructuras de madera. En el margen izquierdo de la imagen se observa una caja de ropa cubierta de una tela verde, donde se leen los caracteres kotobuki, «felicidad». Esta pertenece a una novia que se casará con un hombre al otro lado de la orilla. Al fondo se aprecia el dique; sus terraplenes están formados a base de pilas de largas cestas de bambú llenas de grava. A través de la apertura del dique se encuentra Shimada, sobre la cual se eleva el monte Fuji.
Los grabados de Hokusai a menudo se caracterizan por los ecos entre los distintos elementos de la imagen, tanto formas como colores. Estas analogías estas ausentes en esta impresión, donde se juega con un diseño vibrante y con un juego de líneas y colores «turbulento». Aun con el patrón estático de los rápidos, el autor transmite la lucha de los porteadores con las corrientes. El movimiento irregular del río y los viajeros que lo cruzan contrastan con el monte Fuji, que se mantiene monocromático en contraste.